# Pealius machili
Pealius machili là một loài côn trùng cánh nửa trong họ Aleyrodidae, phân họ Aleyrodinae.
Pealius machili được Takahashi miêu tả khoa học đầu tiên năm 1935.